# Bill Cunningham (Fotograf, 1929)

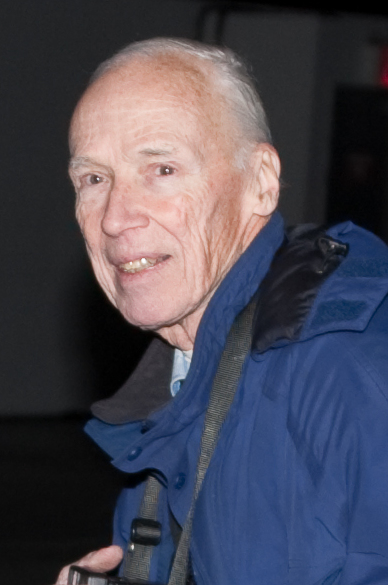
Bill Cunningham unterwegs in seiner typischen Arbeitskleidung mit einer blauen Jacke (2010)

William Jay „Bill“ Cunningham Jr. (13. März 1929 in Boston, Massachusetts – 25. Juni 2016 in Manhattan, New York) war ein US-amerikanischer Modefotograf der New York Times. Er war für seine Schnappschuss- und Straßenfotografie bekannt.

## Leben
Cunningham wurde 1929 als zweites von insgesamt vier Kindern in einer streng katholischen irischstämmigen Familie in Boston geboren. Er musste regelmäßig zum sonntäglichen Gottesdienst, wo er eine erste Faszination für ausgefallene Damenhüte gewann. Bereits als 10-Jähriger versuchte er sich mit der Gestaltung eines eigenen Huts für seine Mutter, die es jedoch ablehnte, ihn zu tragen.  Nach seiner Schulzeit erhielt er ein Stipendium für Harvard, brach das Studium aber nach zwei Monaten ab.
Er zog 1948 nach New York City und wohnte zunächst bei nahen Verwandten. Er arbeitete zunächst in der Werbeabteilung des Luxus-Kaufhauses Bonwit Teller und lernte während seiner freien Zeit an Wochenenden das Handwerk eines Hutmachers. Nach kurzer Zeit eröffnete er in der East 52nd Street ein Hutmachergeschäft, das bereits 1950 in der New York Times Beachtung fand. Nebenher verdiente er sein Einkommen mit Jobs in einer Drogerie und einem Restaurant. Nachdem er zwischenzeitlich über zwei Jahre für den Koreakrieg eingezogen worden war, eröffnete er nach seiner Rückkehr ein neues Geschäft unter dem Namen „William J.“ in der West 54th Street. Zeitgleich verdiente er als freier Kolumnist der Women’s Wear Daily hinzu. 1967 begann er zu fotografieren und nahm Aufträge der Daily News und der Chicago Tribune an. Seit den späten 70er-Jahren arbeitete er regelmäßig für die New York Times; deren Angebot für eine Festanstellung nahm er jedoch erst 1994 an. Für die New York Times war er regelmäßig bis kurz vor seinem Tod auf dem Fahrrad in Midtown unterwegs, beobachtete aktuelle Modetrends, fotografierte spontan Passanten und erstellte daraus kommentierte Fotoserien für seine Kolumne.
In dem 2011 über ihn entstandenen Dokumentarfilm wandte er sich gegen die Einstellung, dass Mode nur etwas für die Reichen und Eitlen sei. Er sagte:

“The wider world perceives fashion as frivolity that should be done away with. The point is that fashion is the armour to survive the reality of everyday life. I don't think you can do away with it. It would be like doing away with civilisation. […] The best fashion show is definitely on the street. Always has been. Always will be.”

„Allgemein wird Mode als etwas Belangloses angesehen, auf das wir verzichten können. Der Punkt ist, dass Mode es uns erlaubt, die Realität des Alltags zu überstehen. Ich denke nicht, dass sie verzichtbar ist. Es wäre wie ein Verzicht auf die Zivilisation. […] Die beste Modenschau ist auf jeden Fall auf der Straße. Das war immer so und wird immer so bleiben.“

Cunningham starb im Juni 2016 an den Folgen eines Schlaganfalls.

## Nachlass
Eine Kollektion von Cunningham entworfenen Damenhüten mit dem Label „William J.“ aus den 1950er-Jahren wurde dem Metropolitan Museum of Art gestiftet. In seinem Nachlass wurden Memoiren mit dem Titel Fashion Climbing entdeckt, die 2018 als Buch veröffentlicht wurden.  Zu den weiteren Entdeckungen gehören zwei Bände mit Skizzen, Werbeanzeigen und Zeitungsausschnitten zu Hutmoden, die im Verlauf von zwei Jahrzehnten entstanden sind. Zusammen mit weiteren Gegenständen aus seinem Besitz wurden sie in der Zeit vom 8. Juni bis 9. September 2018 unter dem Titel Celebrating Bill Cunningham von der New-York Historical Society ausgestellt.

## Ausstellungen
- 2014: Bill Cunningham: Facades (durch die New-York Historical Society)[8]
- 2018: Celebrating Bill Cunningham (durch die New-York Historical Society)[2]

## Filme
- 2011: Bill Cunningham New York, Dokumentarfilm; Drehbuch, Kamera und Regie Richard Press.  Der Film wurde mit dem Chlotrudis Award ausgezeichnet und für 13 weitere Filmpreise nominiert.
- 2018: The Times of Bill Cunningham, Dokumentarfilm; Regie Mark Bozek, Erzählerin Sarah Jessica Parker[9]

## Ehrungen
- Ordre des Arts et des Lettres, 2008[10]
- Living Landmark der New York Landmarks Conservancy, 2009[11]
- Carnegie Hall Medal of Excellence, 2012[10]